# Кинеско писмо
Кинеско писмо (кин: 中文; пин: zhōngwén) обухвата писмене симболе који се користе да прикажу говорни кинески језик и правила о томе како су распоређени и пунктирани. Ови симболи су уобичајено познати као кинески карактери (кин: 漢字/汉字; пин: hànzì). Кинески карактери не чине алфабет или компактни слоговник. Уместо тога, писани систем је приближно логослоговни, то јест сваки карактер обично представља потпуно једносложну реч (видите логограм) или једносложни део речи. Сами карактери су често састављени од делова који могу представљати физичке предмете, апстрактни појам, или изговор.
Кинеско писмо се сматра да је најдуже непрестано коришћен писани систем у свету. Многи савремени кинески карактери могу наћи траг назад до династије Шанг око 1500. п. н. е. и процес стварања карактера је вероватно почео неким вековима раније. Кинески карактери су стандардизовани под 秦 династијом Ћин (221—206. п. н. е.). Преко миленијума, ови карактери су се развили у веома развијен стил кинеске калиграфије.
Упркос историјске промене у изговору, кинески говорници различитих дијалеката могу комуницирати у писаном облику. Неке од тих знакова су усвојени у системе писања у другим источноазијским језицима, као што су јапански и корејски језик. Писменост захтева да се запампти веома много карактера: образовни Кинези знају око 4000, док образовни Јапанци, знају око пола њих. Велики број кинеских карактера је делом довео до усвајања западних алфабета као помоћно средство за заступање кинеског језика.
Кинески (хан) карактери потичу од цртежа, с тим да су најранији хан карактери представљали слике ствари које су људи гледали око себе. Међутим, укупан број карактера данас је између педесет и сто хиљада, а све то је немогуће створити само помоћу цртежа. Тако их је народ старе Кине стварао помоћу четири метода — пиктографски, по значењу, на основу асоцијативне везе и као фонограме. Било је тешко објаснити настанак самих карактера. Међутим, термин лиу шу, који се јавља још за време династије Чоу и најбоље описује поглед Кинеза на њихово писмо, говори управо о томе.

## Распоред
Кинеским карактери су подешени у квадратни оквир и обично нису повезани један према другим, па могу бити написане у било којем смеру квадратне мреже. Традиционално, кинески је писано у усправним стубовима од врха до дна, први стуб је на десно странице, а текст тече према лево. Текст писан у класичном кинеском такође редко користи било какве интерпункције. У тим случајима, реченице и прекид фраза се одређује према контексту и ритму.
У новијим временима, познати водораван разпоред реда са лева на десно, читање са врху странице на дно, постао је све популарнији, поготово у Народној Републици Кини, Влада је направила мандат за писање лева према десно 1955. Република Кина (Тајван) исто је пратила 2004. године. Интерпункције је такође све више распрострањена, било да је текст писан у редове или стубове. Западне интерпукције су имали јасан утицај на кинеске интерпункцијске знакове, иако неки знаци су посебни на кинеском: на пример, наводници и полунаводници (『 』 и 「 」); шупља тачка (。), иначе се користи као обична тачка, и посебна врста запете која се зове набрајућа запета (、), која се користи за одвајање чланака на листу, за разлику од клаузуле у реченици.
Знакови су често изазовна појава у распореду кинеског писма, јер они могу бити писане лева према десном или десно према левом (задњи може се мислити као традиционални распоред са сваком „стубом” један карактер висок), као и од врха до дна. Није необично да се сусретне сва три смера на знацима у суседним трговинама.

## Историја
Као најстарији пронађени записи обично се наводе „пророчански записи на костима” (甲骨文 — пинјин: jiǎgǔwén), који датирају из позног периода династије Шанг. Део научника верује да су записи нађени на грнчарији из млађег каменог доба раније настали од пророчанских записа на костима, те да су најстарији записи кинеског писма. Од око 2500 знакова пронађених на костима животња идентификовано је око 1400 најчешћих.
Према легенди кинеске знаке изумео је званични историчар Хуанг Дија, Цангђе (упрош: 仓颉; трад: 倉頡; пин: Cāngjié). Жути цар је затражио од Цангђа да измисли начин бележења информација. Цангђе је дуго размишљао, али није био у стању ништа да смисли. Једног дана угледао је фенгхуанга (кинески феникс) како лети изнад њега и испушта неки предмет са леђа. Када је угледао предмет, који је пао испред њега, препознао је да је у питању отисак шапе неке животиње, али није знао које. Ловац који је туда пролазио помогао му је да открије да је то отисак митске животиње Писју. Ловац је био сигуран, јер ниједна друга животиња нема такав отисак шапе. Овај разговор са ловцем инспирисао је Цангђа да направи знаке који ће разликовати сваку ствар на свету. Почео је детаљно да проучава ствари, укључујући и Сунце, Месец, звезде, мора, облаке, животиње и птице и убрзо је упознао карактеристике свих ствари пре него што им је осмислио знаке којима су представљене. Стварање знакова означило је почетак цивилизације.
Потпун систем писања појавио се у Кини пре око 3.200 година у време династије Шанг, чиме је кинеско писмо најстарије „преживело” писмо у свету.

## Стилови писања
Као што постоје фазе и разлике у писању латиничног или ћириличног писма, тако се разлике у писању примећују између различитих историјских и калиграфских модела кинеског писма.
Писмо пророчанских записа на костима и писмо на бронзаним предметима представљају најстарије облике кинеског писма и данас више нису у употрени. Најстарији облик писма који је и даље у употреби јесте печатно писмо (упрош: 篆书; трад: 篆書; пин: zhuànshū). Ово писмо се развило из писма на бронзаним предметима и у стандардизованом облику прихватио га је први цар Кине, Ћин Ши Хуанг. То писмо се данас користи само у уметничке сврхе.
Писма која се данас редовно користе су канцеларијско писмо (упрош: 隶书; трад: 隸書; пин: lìshu), регуларно писмо (упрош: 楷书; трад: 楷書; пин: kǎishū), које се најчешће користи у штампи и полу-курзивно писмо (упрош: 行书; трад: 行書; пин: íngshū), које се најчешће користи у рукописима. Курзивно писмо (упрош: 草书; трад: 草書; пин: cǎoshū) није у широкој употреби и користи се само у уметничке, калиграфске сврхе. Облик знакова у овом писму је само наговештен, тако да се многи потези не препознају и писмо није читљиво за неизвежбане особе. Неки знаци упрошћеног кинеског писма изведени су из курзивног.
Постоје и други облици писма развијених ван Кине, као што је Едомоји у Јапану, али ова писма су ограничена само на земље у којима су настала, за разлику од стандардних облика који су описани горе.
До данас је дошло до поједностављења писма, на начин да се неки појмови употребљавају као слогови, па се могу здруживати што омогућава брже читање и писање. Писмо се развијало у више фаза; почетном се сматра сликовна фаза која у себи носи доста сликовности и реалне предожбе. С временом, стилизацијом, брзином писања и упорабом киста за писање долази до развоја писма у својим типичним облицима. У почетку су се знакови урезивали помоћу металног шиљка у камен, метал или кост.
Почетком наше ере кинези су изумели папир и туш од фине чађе и љепка. Знакови су се исписивали меким кистом на папиру због чега добивају осебену форму.
За кинески знак специфична је квадратичност, односно сваки знак заузима један квадрат при чему су сви квадрати једнаки. Писмо има врло уредан распоред писања како по хоризонтали, тако и по вертикали, те се чита слева надесно.
Од неких 45.000 знакова редуковањем се данас користи 36.000 знакова, али за нормално комуницирање и читање дневних новина довољно је познавати 3.000 идеограма, односно знакова. На развојни пут писма од сликовног до појмовног утицала су два фактора: први је све јача шематизација, поједностављење и уједначавање чешће употребљаваних елемената; друга је увођење метафоричких, односно симболичних идеограма за речи апстрактног и афективног значења. У даљним развојним фазама идеограми престају бити носитељи мисаоних значења, већ постају ознаке гласовних структура. Више се идеограма саставља заједно да би се изазвао гласовни састав неке речи, па дешифрирање често наликује дешифрирању ребуса.
Нпр. уста + птица = певати
Калиграфија је специфична кинеска уметност исписивања порука црним тушем и кистом. Захваљујући томе кинеско писмо се прославило у целом свету. Осим кинеских слова познати су и кинески печати који су дали идеју за данашњи бар код.

## Стварање хан писма (кинеског писма)
У време династије Хан (206. п.н.е — 220. н.е) дела су писана у популарном ли-шу стилу, који припада школи модерних карактера. У то време је основан Тајсјуе царски универзитет од стране цара који је владао у то време, Хан Вудија (династија Западни Хан), како би се предавали Конфуцијеви класици (Класична поезија, Књига списа, Књига ритуала, Књига промена и Пролећни и јесењи анали). Због стила којим су писани, ови класици су названи класици модерних карактера. Међутим, када је овај цар био при крају владавине, у Конфуцијевој старој кући су пронађени записи писани на даџуану (стари карактери), те су ти класици познати као класици старих карактера.
Пошто су ово биле две различите врсте карактера, то је доводило до забуна и до неразумевања самих Конфуцијевих дела. Недоумица због проучавања његових дела је трајала скоро 200 година, док Сју Шен (58 — 147) није провео двадесет и две године пишући Шуовен Ђјиедзи (Shuo wen jie zi (објашњење карактера и тумачење речи); Порекло кинеског писма). Сју Шен се залагао за класике писане старим карактерима. Живео је у време династије Источни Хан (25 — 220). Анализирао је структуру кинеских карактера користећи концепт „ шест категорија”, што је много значило кинеској палеографији.
Шуовен Ђјиедзи на тај начин представља први речник старих карактера. Садржи 15 томова, укупно 9 353 старих хан карактера груписаних у 540 категорија, такође овде се јавља систем навођења на основу компонената хан карактера, односно на основу радикала, што се и данас практикује. Управо на основу тога је извршио груписање у 540 категорија. Он је тумачио карактере помоћу шест начина обликовања писма(, познатих по називом LIU SHU(六书). Shu (书) се изворно односило на писмо, а данас се преводи као књига, док је liu (六) број шест.
Термин лиу шу је постојао пре Сју Шена. Први пут се тај термин јавља у Ритуалима династије Чоу, али се ту не описује његов садржај. Најранији спис у коме се објашњава јесте Књига династије Хан (Han shu汉书) од Бан Гуа. У одељку „ О умећима и шарама” (Yi wen zhi) он каже: „ У древно време се са осам година почињало основно учење сиао сјуе (xiao xue小学), овако су државни службеици династије Чоу, баоши (baoshi保氏) приступали одгоју деце ондашње државе, подучавали су их лиу шу (liu shu六书), а то су облик слике (xiang xing象形); догађај, ствар на коју се слика односи (xiang shi象事); смисао, значење слике (xiang yi象意); гласовна вредност, односно како се изговара насликано (xiang sheng象声); како се тумачи значење (zhuan zhu转柱) и које је позајмљено значење (jia jie假借). Ето то су били темељи на којима су креирани карактери (zao zi造字).”

## Шест начина креирања карактера (liu shu 六书)

### Облик, форма слике (象形)
Пиктографски карактери сабрани у једно чине рану форму писма. Изгледају као цртежи, као слика која следи телесну структуру и тако описују изглед саме ствари коју представљају. Број ових карактера је мали. Постоји доста примера ових карактера: сунце, месец, делови људског тела, биљке, дрвеће, шоље, чаше, чиније… Те предмете релативно лако идентификујемо. Ови карактери имају јединствен облик који је недељив, па се могу називати и „ независни карактери”. Пиктофонетске слике као речи носе одређену гласовну вредност, али је као слике не поседују. Сунце је日(ri), 山(shan) подсећа на планинске врхове, значи планина, 人(ren) изгледа као профил особе, представља човека и сл.
Ови карактери не могу представљати све ствари, нарочито због постојања апстрактних појмова. У Сју Шеновом речнику, од 9 353 карактера, 300 представљају пиктографи. Мада они су значајни јер представљају основ за стварање других категорија карактера.

### Указивање на ствари и бића (象事)
Када видимо слику, она нам омогућава да је препознамо, али тек када мало дубље зађемо у њу, открива нам се њено значење. Они се састоје од индикативног елемента који је придодат пиктографским карактерима. Нумерички карактери попут један (yi一), два (er二), три (san三) су типичан пример. 木(mu) представља дрво, а додавањем линије која је повучена у доњем делу тог карактера добија се значење онога одакле је дрво никло, корен本(ben). Карактер за оштрицу ножа (ren刃) је направљен додавањем тачке на пиктографски карактер dao刀који носи значење ножа. Карактер kou口представља уста, а када у та уста ставимо нешто укусно, добијамо gan甘, карактер за нешто са слатким укусом. Ова врста карактера може изразити неке једноставније појмове, али не сложене. У Шуовен Ђјиедзи се налази само стотинак.

### Смисао, значење (象意)
Доћи до смисла преко неколико повезаних ствари или догађаја. Карактер及(ji)који се састоји од пиктографа за човека 人(ren) и руке手(shou) прдставља руку која хвата човека испред ње. Потом, језик 舌 (she) и слатко 甘 (gan) дају карактер tian 甜 који има значење „ слатко”. Ови карактери су састављени из неких делова, а притом сви ти делови имају своје посебно значење, те се њиховим спајањем долази до новог.

### Пиктофонетски карактери (形声)
Досадашњи приступи креирања карактера немају могућност указивања разлика у нијансама у значењу неких речи. На пример, карактери мајка 妈 (ma), старија сестра姐(jie), млађа сестра妺(mei) сви садрже елемент који се односи на жену女(nü). Није било могуће простим пиктографима показати разлику између старије и млађе сестре и слично, те су ови карактери састављени од два дела: оног који се односи на смисао и оног који се односи на звучну вредност. 女(nü) је, дакле, њихов значењски део, а други део карактера се односи на њихов изговор. Реч li 吏, која се односи на службенички положај у старој Кини, се састоји од карактера yi一(један) и shi史. Први део је носилац гласа, а други се односио на оног ко је лечио народ, те је носилац смисла.
Ова врста карактера пружа обиље могућности, стога ова врста чини око 85 % укупног броја кинеских карактера.
Два начина стварања пиктофонетских карактера
- а) Означавање звука на цртежима

Велики број ове врсте карактера је створен употребом готових карактера да би се указало да њихову гласовну вредност. Карактер hu湖који значи језеро је састављен од радикала који означава воду (氵), а готов карактер 胡 даје звучну вредност. Ако уместо карактера 胡 ставимо неки други карактер попут每, 酉, 可, 永, добијамо карактере са новим значењем: hai海 (море), jiu酒 (алкохолно пиће), jiang河 (река), yung泳 (пливање)….
- б) Спаривање звукова и цртежа

Велик број пиктографских карактера са сличном звучном вредношћу су настало спајањем једног одређеног карактера који има ту гласовну вредност са другим различитим карактерима који су носиоци вредности. На пример, bao包 је носилаз гласовне вредности, а додавањем других карактера њему доводи до стварања карактера са новим значењем, попут: 抱 bao(држати у наручју; 扌се односи на руку), pao跑(трчати; први део карактера се односи на стопало), pao泡 (натопити; 氵се односи на воду) и тако даље.

#### Структура пиктофонетских карактера
Постоји шест начина комбиновања звука и болика у пиктофонетском карактеру:
- облик на левој, а звук на десној страни;
- облик на десној, а звук на левој страни;
- облик на горњем, а звук у доњем делу;
- облик на доњем, а звук у горњем делу;
- облик изван, а звук унутра;
- облик унутра, а звук изван.

Најчешће се користи прва варијанта, а потом трећа. Постоји и велики број хан карактера који су пиктофонетици.

#### Идеографски елементи пиктофонетских карактера
Пиктофонетици су у основи идеографски карактери, иако су развили фонографски део. Постојање огромног броја ове врсте карактера је разлог зашто хан карактери нису постали фонограми.
Пиктофонетски карактери су с временом нестали, те компоненте звука које имамо у огромном броју пиктофонетских карактера данас не представљају тачан изговор карактера.

### Тумачење значења
Овде спадају карактери који имају исте компоненте, иста значења и сличне изговоре. У књизи Сју Шена се наводи пример lao 老(стар) и kao考 (остарео). Оба карактера у себи садрже компоненту lao老 (стар). Имају сличне изговоре и исто значење, односно, 老је 考, и обрнуто. Људи су их некада користили да би један карактер означили помоћу другог.
Ово представља трансфер смисла и модификацију облика. По овим утицајем су се у кинеском језику јавили карактери који имају
- исти облик, различиту гласовну вредност и исто значење (you yin zi);
- исти облик, исту гласовну вредност и различито значење (jia jie zi);
- исти облик, различиту гласовну вредност и различито значење (you du zi). Овде спадају карактери који имају исту фонетску вредност, али немају исту тонску вредност. Може се десити да се иманица чита у првом тону, а глагол у четвртом;
- различити облик, исту гласовну вредност и исто значење (yi ti zi).[23]

### Позајмљено значење
У почетку није било карактера за одређену реч, те се позајмљивала гласовна вредност већ постојећег карактера који је „ глумио” значење нове речи. Другим речима, већ постојећи карактер се користио да подржи нов хомофон. На пример, карактер bei北, који изгледа као две особе које стоје леђа уз леђа, оригинално је имао значење „ супротност”. С временом се појавио хомофон беј, који је означавао север, али који није имао свој карактер, па је стога карактер позајмљен том хомофону да представља правац севера. Ради прављења разлике између изворног и позајмљеног значења, карактеру 北 је додат радикал који се односи на тело 月. Као нови карактер, 背 значи „ супротност”.
Други пример би била иманица zhi止 која је оригинално представљала ногу. Позајмљена је да би играла улогу нове речи, и то глагола, у значењу „ зауставити се”止. У оваквим случајевима је тешко направити разлику између смисла карактера од којег је позајмљена гласовна вредност са оним који има продужено значење.
На почетку је већина пиктофонетских карактера настала на овај начин.
Кинески карактери су, дакле, формирани на основу:
- shi 事(догађаја, ствари);
- xing 形(облика, форме);
- sheng 声(гласовне вредности);
- yi 意(смисла).